# Кубок володарів кубків 1987—1988
Кубок володарів кубків 1987–1988 — 28-й розіграш Кубка володарів кубків УЄФА, європейського клубного турніру для переможців національних кубків.
Турнір завершився досить несподіваною перемогою скромного бельгійського «Мехелена», який здолав у фіналі іменитих суперників «Аякс» із Амстердама. Цікаво, що «Мехелен» вперше у своїй історії брав участь у європейському кубковому турнірі.

## Учасники
| №п/п | Клуб                | Турнір                                     |
| ---- | ------------------- | ------------------------------------------ |
| 1    | «Аякс»              | Володар Кубка володарів кубків 1986—1987   |
| 2    | «Аталанта»          | Фіналіст Кубка Італії 1986—1987            |
| 3    | «Динамо» (Мінськ)   | Фіналіст Кубка СРСР 1986—1987              |
| 4    | «Гамбург»           | Володар Кубка ФРН 1986—1987                |
| 5    | «Реал Сосьєдад»     | Володар Кубка Іспанії 1986—1987            |
| 6    | «Мехелен»           | Володар Кубка Бельгії 1986—1987            |
| 7    | «Спортінг»          | Фіналіст Кубка Португалії 1986—1987        |
| 8    | «Сент-Міррен»       | Володар Кубка Шотландії 1986—1987          |
| 9    | «АДО Ден Гаг»       | Фіналіст Кубка Нідерландів 1986—1987       |
| 10   | «Сваровскі-Тіроль»  | Фіналіст Кубка Австрії 1986—1987           |
| 11   | «Марсель»           | Фіналіст Кубка Франції 1986—1987           |
| 12   | «Хайдук»            | Володар Кубка Югославії 1986—1987          |
| 13   | «Кальмар»           | Володар Кубка Швеції 1986—1987             |
| 14   | ДАК                 | Володар Кубка Чехословаччини 1986—1987     |
| 15   | «Динамо» (Бухарест) | Фіналіст Кубка Румунії 1986—1987           |
| 16   | «Локомотив»         | Володар Кубка НДР 1986—1987                |
| 17   | ОФІ                 | Володар Кубка Греції 1986—1987             |
| 18   | «Уйпешт»            | Володар Кубка Угорщини 1986—1987           |
| 19   | «Янг Бойз»          | Володар Кубка Швейцарії 1986—1987          |
| 20   | РоПС                | Володар Кубка Фінляндії 1986               |
| 21   | «Мертір-Тідвіл»     | Володар Кубка Уельсу 1986—1987             |
| 22   | «Шльонськ»          | Володар Кубка Польщі 1986—1987             |
| 23   | «Вітоша»            | Фіналіст Кубка Болгарії 1986—1987          |
| 24   | «Ольборг»           | Фіналіст Кубка Данії 1986—1987             |
| 25   | «Влазнія»           | Володар Кубка Албанії 1986—1987            |
| 26   | «Генчлербірлігі»    | Володар Кубка Туреччини 1986—1987          |
| 27   | «Тромсе»            | Володар Кубка Норвегії 1986                |
| 28   | АЕЛ                 | Володар Кубка Кіпру 1986—1987              |
| 29   | «Гленторан»         | Володар Кубка Північної Ірландії 1986—1987 |
| 30   | «Акранес»           | Володар Кубка Ісландії 1986                |
| 31   | «Дандолк»           | Фіналіст Кубка Ірландії 1986—1987          |
| 32   | «Сліма Вондерерс»   | Фіналіст Кубка Мальти 1986—1987            |
| 33   | «Авенір»            | Володар Кубка Люксембургу 1986—1987        |

## Кваліфікаційний раунд
| Команда 1     | Заг. | Команда 2        | 1-й матч | 2-й матч |
| ------------- | ---- | ---------------- | -------- | -------- |
| АЕЛ (Лімасол) | 1:6  | Дунайська Стреда | 0:1      | 1:5      |

## Перший раунд
| Команда 1            | Заг.           | Команда 2          | 1-й матч | 2-й матч |
| -------------------- | -------------- | ------------------ | -------- | -------- |
| Мехелен              | 3:0            | Динамо (Бухарест)  | 1:0      | 2:0      |
| Сент-Міррен (Пейслі) | 1:0            | Тромсе             | 1:0      | 0:0      |
| Реал Сосьєдад        | 2:0            | Шльонськ (Вроцлав) | 0:0      | 2:0      |
| Динамо (Мінськ)      | 4:1            | Генчлербірлігі     | 2:0      | 2:1      |
| Вітоша (Софія)       | 2:3            | ОФІ (Іракліон)     | 1:0      | 1:3      |
| Мертір-Тідвіл        | 2:3            | Аталанта           | 2:1      | 0:2      |
| Акранес              | 0:1            | Кальмар            | 0:0      | 0:1 (дч) |
| Спортінг (Лісабон)   | 6:4            | Сваровскі-Тіроль   | 4:0      | 2:4      |
| Влазнія (Шкодер)     | 6:0            | Сліма Вондерерс    | 2:0      | 4:0      |
| РоПС                 | 1:1 (ч)        | Гленторан          | 0:0      | 1:1      |
| Локомотив (Лейпциг)  | 0:1            | Марсель            | 0:0      | 0:1      |
| Ольборг              | 1:1 (2:4 пен.) | Хайдук (Спліт)     | 1:0      | 0:1 (дч) |
| Уйпешт               | 2:3            | Ден Гаг            | 1:0      | 1:3      |
| Дунайська Стреда     | 3:4            | Янг Бойз           | 2:1      | 1:3      |
| Авенір (Бегген)      | 0:8            | Гамбург            | 0:5      | 0:3      |
| Аякс (Амстердам)     | 6:0            | Дандолк            | 4:0      | 2:0      |

## Другий раунд
| Команда 1        | Заг.    | Команда 2            | 1-й матч | 2-й матч |
| ---------------- | ------- | -------------------- | -------- | -------- |
| Мехелен          | 2:0     | Сент-Міррен (Пейслі) | 0:0      | 2:0      |
| Реал Сосьєдад    | 1:1 (ч) | Динамо (Мінськ)      | 1:1      | 0:0      |
| ОФІ (Іракліон)   | 1:2     | Аталанта             | 1:0      | 0:2      |
| Кальмар          | 1:5     | Спортінг (Лісабон)   | 1:0      | 0:5      |
| Влазнія (Шкодер) | 0:2     | РоПС                 | 0:1      | 0:1      |
| Марсель          | 7:0     | Хайдук (Спліт)       | 4:0      | 3:0      |
| Ден Гаг          | 2:2 (ч) | Янг Бойз             | 2:1      | 0:1      |
| Гамбург          | 0:3     | Аякс (Амстердам)     | 0:1      | 0:2      |

## Чвертьфінали
| Команда 1 | Заг. | Команда 2          | 1-й матч | 2-й матч |
| --------- | ---- | ------------------ | -------- | -------- |
| Мехелен   | 2:1  | Динамо (Мінськ)    | 1:0      | 1:1      |
| Аталанта  | 3:1  | Спортінг (Лісабон) | 2:0      | 1:1      |
| РоПС      | 0:4  | Марсель            | 0:1      | 0:3      |
| Янг Бойз  | 0:2  | Аякс (Амстердам)   | 0:1      | 0:1      |

## Півфінали
| Команда 1 | Заг. | Команда 2        | 1-й матч | 2-й матч |
| --------- | ---- | ---------------- | -------- | -------- |
| Мехелен   | 4:2  | Аталанта         | 2:1      | 2:1      |
| Марсель   | 2:4  | Аякс (Амстердам) | 0:3      | 2:1      |

## Фінал
| 11 травня 1988 |

| Мехелен     | 1:0      | Аякс |
| ----------- | -------- | ---- |
| Ден Бур 53' | Протокол |      |

| Стад де ла Мено, Страсбург Глядачів: 39 450 Арбітр: Дітер Паулі |

| Володар Кубка володарів кубків 1987—1988 |
| ---------------------------------------- |
| Бельгія                                  |
| «Мехелен» 1-й титул                      |